# Cruising California (Bumpin' in My Trunk)
Cruising California (Bumpin' in My Trunk) är en singel av det amerikanska punkrockbandet The Offspring och det var den andra singeln som släpptes från albumet Days Go By. Låten släpptes den 30 april 2012. Som första singel från albumet hade "Days Go By" släppts några dagar tidigare, fast då enbart i USA, Kanada, Tyskland, Österrike och Schweiz. I alla andra länder släpptes istället "Cruising California (Bumpin' in My Trunk)" som första singel. Detta är den första låten som bandet släpper som använder sig av auto-tune. 

## Låtlista
Alla låtar är skrivna och komponerade av The Offspring, om inte annat anges. 
| Nr | Titel                                     | Längd |
| -- | ----------------------------------------- | ----- |
| 1. | Cruising California (Bumpin' in My Trunk) | 3:31  |